# Stanisław Noyszewski (leśnik)
Stanisław Noyszewski (ur. 21 marca 1867 w Kitajówce, zm. 11 kwietnia 1944 w Warszawie) - leśnik.
Syn zesłańca z 1863 roku. Ukończył gimnazjum w Tule, następnie w 1892 roku Akademię Piotrowsko-Razumowską w Moskwie ze stopniem kandydata nauk rolniczo-leśnych. Inspektor w Banku Ziemiańskim w Moskwie. Od roku 1894 taksator guberni wołogodskiej, a następnie samarskiej. Od 1903 roku kierownik nadleśnictwa Tymir na Uralu. W 1908 roku mianowany ministerialnym inspektorem urządzania lasu na Kaukazie. 
W roku 1919 wrócił do Polski, gdzie został mianowany inspektorem Lasów Państwowych w inspekcji łomżyńsko-kurpiowskiej. W 1935 roku przeszedł na emeryturę.
Autor m.in. pracy O typach drzewostanów z uwzględnieniem pokrywy leśnej (1896), Handel i przemysł drzewny w basenach morza Czarnego i Kaspijskiego (1916). Publikował liczne artykuły w czasopismach leśnych (m.in. w Lesopromyszliennym Wiestniku, Sylwianie, Lesie Polskim, Echach Leśnych i Rynku Drzewnym).
W roku 1940 został wraz z rodziną usunięty przez okupanta z domu. Po śmierci żony w 1944 roku wyjechał do Warszawy, gdzie wkrótce zmarł. Pochowany na Cmentarzu Czerniakowskim.